# Gunung Ceupot
Gunung Ceupot är en kulle i Indonesien.   Den ligger i provinsen Aceh, i den västra delen av landet, 1 700 km nordväst om huvudstaden Jakarta. Toppen på Gunung Ceupot är 225 meter över havet.
Terrängen runt Gunung Ceupot är kuperad åt nordost, men åt sydväst är den platt.Runt Gunung Ceupot är det ganska glesbefolkat, med 22 invånare per kvadratkilometer. I omgivningarna runt Gunung Ceupot växer i huvudsak städsegrön lövskog.